# مايك مورين
مايك مورين هو لاعب هوكي الجليد كندي، ولد في 20 يوليو 1971 في ميلفيل ‏ في كندا.

## وصلات خارجية
- مايك مورين على موقع دوري الهوكي الوطني (الإنجليزية)
- مايك مورين على موقع HockeyDB.com (الإنجليزية)